# Кавказ (пристанище)
Вижте пояснителната страница за други значения на Кавказ.
Кавказ (или порт Кавказ) е пристанище на Керченския пролив в Темрюкски район, Краснодарски край, Русия. Намира се на пясъчната коса Чушка.

## История
Построен е през 1953 г. Основното му предназначение е обслужване на Керченския ферибот (линия порт Крим – порт Кавказ). Инфраструктурата на порта е позволявала да се осъществяват превози на пътници, автомобили и железпътни вагони. Изпълнявани са рейсове на пътнически катери до центъра на гр. Керч.
В края на 1980-те години поради стареене и износване на използваните железопътни фериботи са прекратени превозите на пътническите, а след няколко години – и на товарните състави. При това функционирането на автомобилно-пътническото фериботно съобщение не е прекратявано.
Превозването на товарни вагони се възобновява през 2004 г. с идването на нови железопътни фериботи и реконструкцията на портовите съоръжения.
През 1990-те и 2000-те години товарооборотът на порта значително се увеличава. За износ на продукти на нефтената и химическата промишленост са построени терминали по претоварване – нефтен (ООД „СВЛ-Трейдинг“) и 2 химически (АД „Порт-Кавказ“ и ООД „Югхимтерминал“).
Откритото претоварване на химически вещества и химически торове довежда до влошаване на екологичната обстановка и до нарастване на броя на заболелите жители на селището Чушка, разположено недалече от порта. Въпреки установените нарушения на природозащитното законодателство АД „Порт-Кавказ“ продължава да извършва претоварване на товари на химическата промишленост.
През ноември 2007 г. по време на силен щорм в Керченския пролив стават няколко произшествия със съдове, в резултат от които във водата попадат хиляди тонове нефтопродукти.
След разпадането на СССР и превръщането на фериботната линия в международна в порта е организиран пункт за гранично-митнически контрол. Железопътните превози осъществява ООД „АНШИП“ (Русия), автомобилните – Държавната корабоплавателна компания „Керченски ферибот“ (Украйна).
През лятото на 2010 г. се възобновяват рейсовете на пътническия катер от порт Кавказ до морската гара на гр. Керч. Очаква се, че катер „Диспечер Крищопа“ ще пътува по този маршрут 3 пъти на ден.

## Ферибот Варна – Кавказ
На 3 март 2009 г. е открита новата железопътна фериботна линия Варна – Кавказ до Фериботен комплекс Варна, която скъсява разстоянието между България и Русия с 800 километра и намалява с 40 процента срока на доставките при средно транзитно време 36 часа.
По линията работи фериботът „Авангард“ (проект CNF06) с вместимост 45 условни вагона. През есента на 2010 г. на тази линия излиза втори ферибот – „Славянин“ (проект CNF09, вместимост 50 вагона). Проектът е реализиран със съдействието на Изпълнителна агенция „Железопътна администрация“ и нейният изпълнителен директор Симеон Ананиев. От Русия в България по фериботната железопътна линия се возят сгъстен газ, нефтопродукти, технически масла, стъкло и химически продукти. Всичко това постъпва в порта по железен път. От България пристигат сборни товари и стоки за масово потребление, например шоколадови бонбони и сладкиши.